# Gouhantsahé
Gouhantsahé är en kulle i Komorerna.   Den ligger i distriktet Anjouan, i den sydöstra delen av landet, 160 km sydost om huvudstaden Moroni. Toppen på Gouhantsahé är 136 meter över havet. Gouhantsahé ligger på ön Anjouan.
Terrängen runt Gouhantsahé är varierad. Havet är nära Gouhantsahé åt sydost.  Närmaste större samhälle är Mramani, 1,8 km norr om Gouhantsahé. 